# Lomasuchus palpebrosus
Lomasuchus palpebrosus — викопний вид крокодилоподібних плазунів родини Peirosauridae, що існував наприкінці крейдового періоду. Вид описаний з фрагментарних решток черепа, що знайдені у місцевості Лома-де-ла-Лата провінції Неукен на півдні Аргентини у відкладеннях формації Бахо-де-ла-Карпа.

## Опис
Lomasuchus мав глибоку, вузьку морду, характерну для Peirosauridae. Зуби були стиснуті, хоча не до такої міри, як у інших споріднених родів, таких як Peirosaurus. Можна помітити багато подібностей між його морфологією та спорідненим Uberabasuchus, наприклад, вузька морда та борозенка на контакті верхньої та передщелепної кісток, яка вміщує збільшений четвертий зуб нижньої щелепи. Два роди відрізняються один від одного за кількома ознаками, включаючи форму орбіт.